# Lange termijn
In de micro-economie is de lange termijn de conceptuele tijdsperiode waarin er met betrekking tot veranderingen in het outputniveau geen vaste productiefactoren bestaan. De ingezette hoeveelheid kapitaal kan in alle opzichten worden aangepast, en ook is er zijn barrière voor toetreding tot of uittreding uit de bedrijfstak. De lange termijn staat in contrast tot de korte termijn, waarin sommige productiefactoren variabel, maar andere productiefactoren vast zijn, waardoor toetreding tot of uittreding uit de bedrijfstak wordt beperkt. 
In de macro-economie is de lange termijn de tijdsperiode, waarin het algemene prijsniveau, de contractuele lonen en de verwachtingen zich volledig aan de stand van de economie aanpassen. Op de korte termijn daarentegen passen deze variabelen zich mogelijk niet volledig aan de toestand van de economie aan.